# Le Prince d'ébène
Le Prince d'ébène est un roman de Michel Honaker publié en 1992 dans la collection « Cascade Pluriel » chez Rageot éditeur.